# Sokobanja

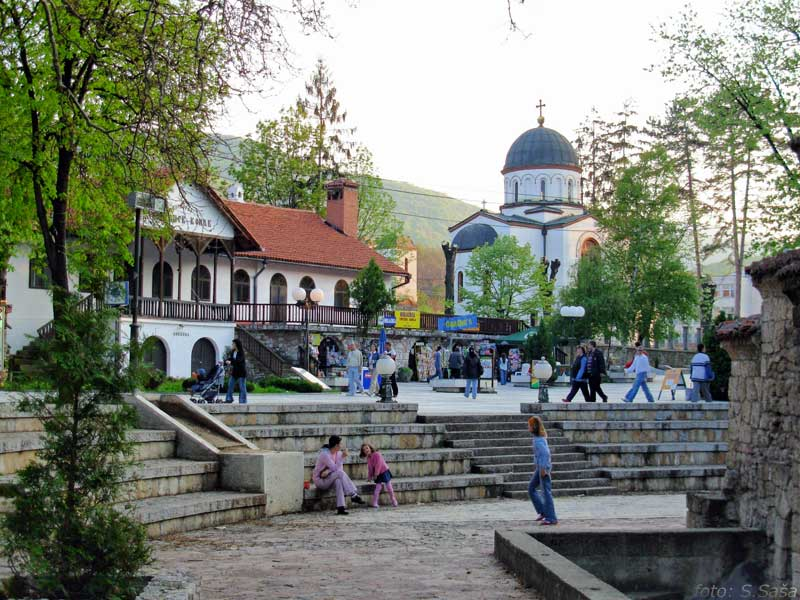
Centrum města

Sokobanja (v srbské cyrilici Сокобања) je město v centrálním Srbsku, v Zaječarském okruhu. Jedná se o v Srbsku známé lázeňské město. Řadí se spíše k menším sídlům; v roce 2011 zde žilo 7 972 obyvatel. Centrem města protéká říčka Sokobanjska Moravica.
Sokobanja se nachází stranou všech dopravních tepen a tahů, na úpatí zvlněného hornatého území, v nadmořské výšce 400 m n. m. Jižně od města se nachází hrad Sokograd a stejnojmenný přírodní park, dále také park Kalinovica a vodopád Ripaljka.
Se Sokobanjou je spojen život řady významných srbských i balkánských osobností, mezi které patří např. laureát Nobelovy ceny za literaturu, Ivo Andrić, realistický spisovatel Stevan Sremac, významná spisovatelka první poloviny 20. století Isidora Sekulić a také karikaturista a spisovatel Branislav Nušić.[zdroj?]

## Partnerská města
- Hódmezővásárhely, Maďarsko
- Metaxata, Řecko
- Tamar, Izrael